# Ken Blanchard

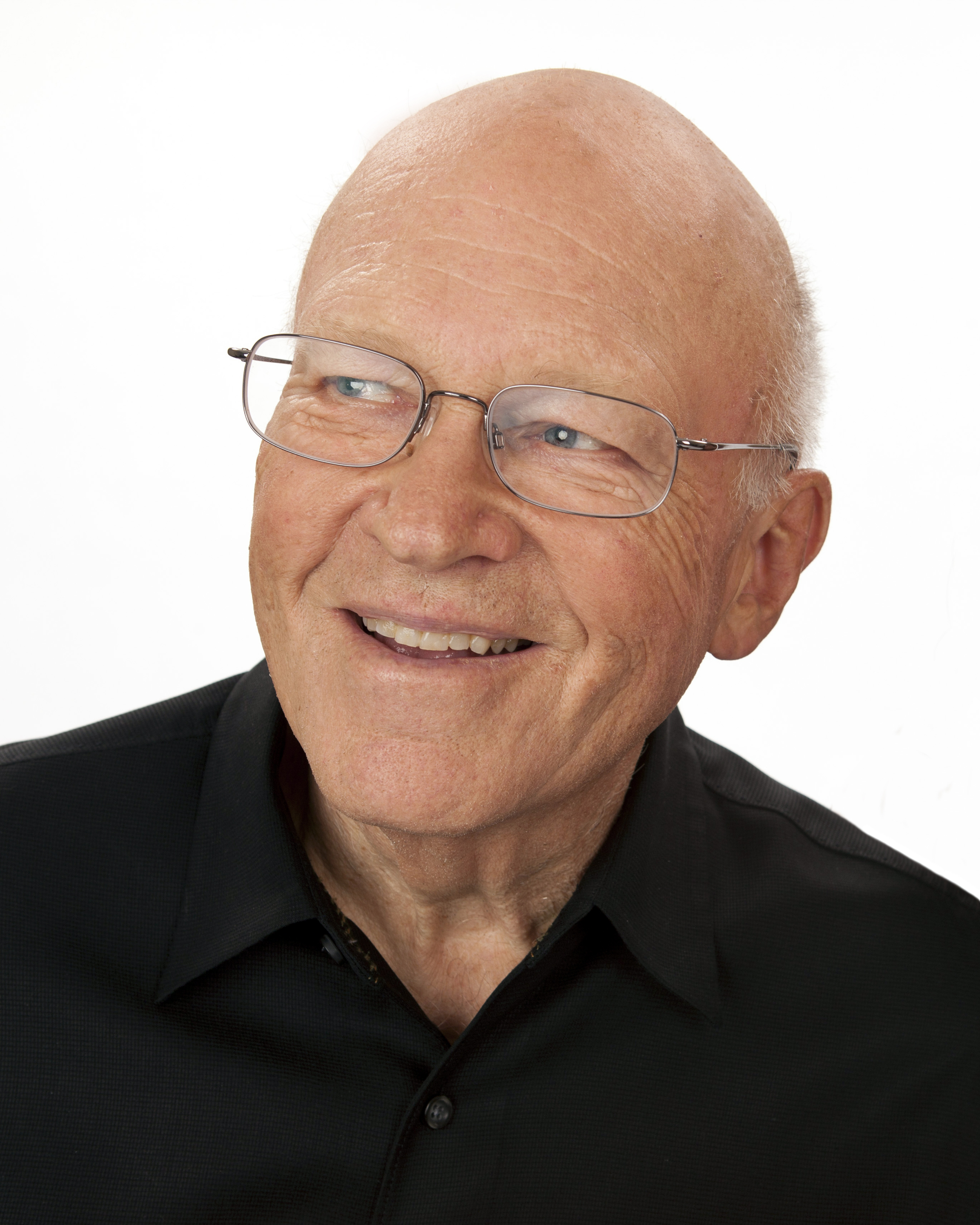
Ken Blanchard in 2013

Kenneth Blanchard (Orange (New Jersey), 6 mei 1939) is zowel een Amerikaans zakenman als consultant, spreker, trainer en auteur op het gebied van management en leiderschap. Hij is vooral bekend geworden als de schrijver van het managementboek The One Minute Manager (1982), geschreven in samenwerking met Spencer Johnson; wereldwijd zijn er negen miljoen exemplaren verkocht in 25 talen. Een andere bijdrage van Blanchard is het concept van situationeel leiderschap, dat hij ontwikkelde samen met Paul Hersey.
Blanchard is directievoorzitter van Blanchard Training and Development, Inc., een managementadvies- en trainingbedrijf dat hij samen met zijn vrouw oprichtte in San Diego, Californië.